# Jardin des Tortues
 (juin 2024).
Si vous disposez d'ouvrages ou d'articles de référence ou si vous connaissez des sites web de qualité traitant du thème abordé ici, merci de compléter l'article en donnant les références utiles à sa vérifiabilité et en les liant à la section « Notes et références ».

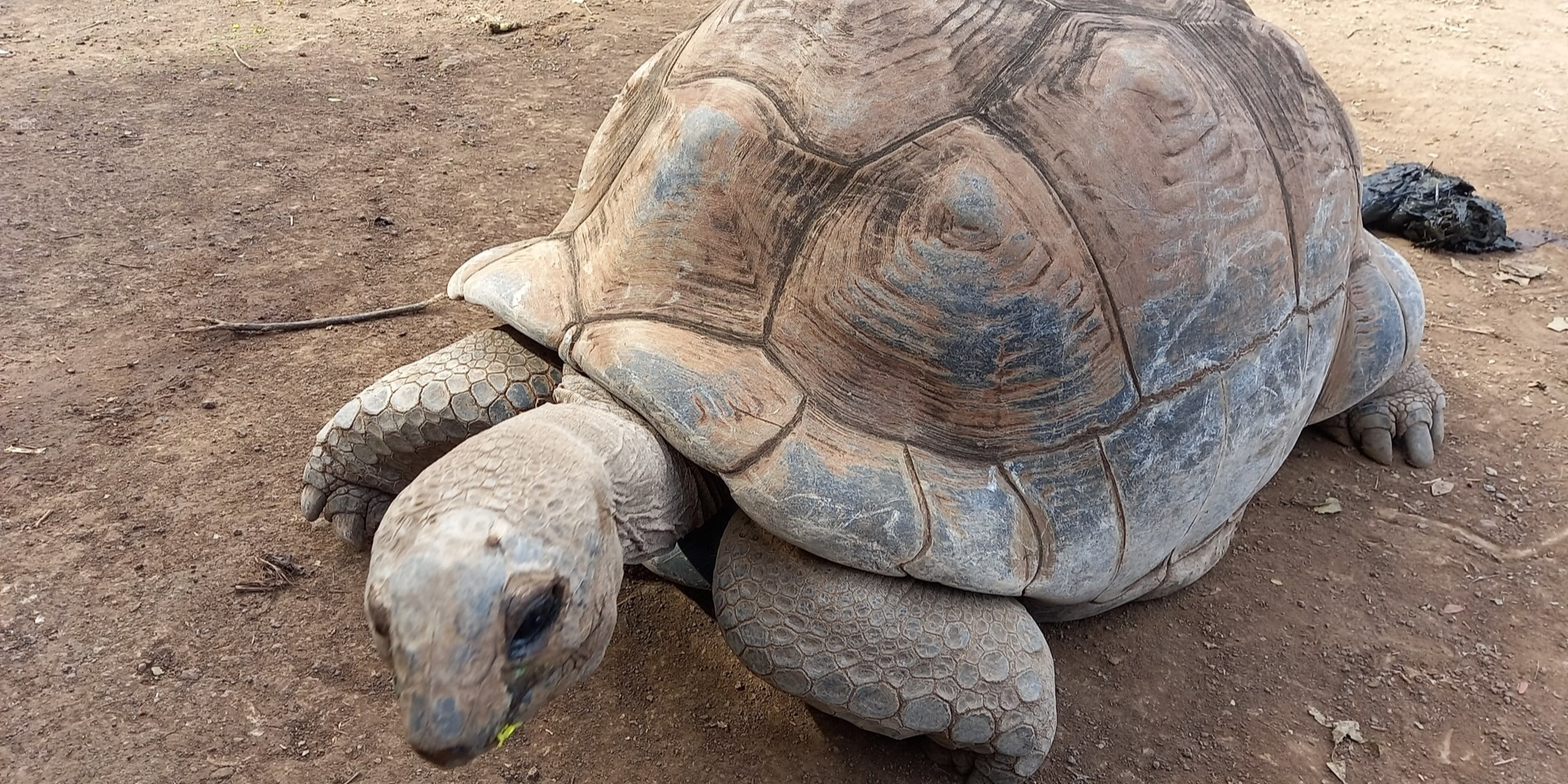
Il s'agit d'une tortue géante qui se trouve dans le parc.

Le jardin des Tortues est un parc animalier français situé aux Avirons, sur l'île de La Réunion. Ouvert au public le 30 novembre 2019, il présente plus de 200 spécimens de tortues terrestres et aquatiques sur un terrain de deux hectares. Avec Kélonia, un site plus ancien dédié aux tortues marines à Saint-Leu, il fait partie d'un parcours thématique baptisé Chemin des tortues[réf. nécessaire].